# Camryn Rogers
Camryn Rogers (* 7. Juni 1999 in Richmond) ist eine kanadische Leichtathletin, die sich auf den Hammerwurf spezialisiert hat. 2024 wurde sie in Paris Olympiasiegerin und im Jahr zuvor kürte sie sich in Budapest zur Weltmeisterin.

## Sportliche Laufbahn
Erste Erfahrungen bei internationalen Meisterschaften sammelte Camryn Rogers im Jahr 2016, als sie bei den U20-Weltmeisterschaften in Bydgoszcz mit einer Weite von 53,58 m in der Hammerwurfqualifikation ausschied. Im Jahr darauf siegte sie mit 63,42 m bei den U20-Panamerikameisterschaften in Trujillo und 2018 siegte sie mit einem Wurf auf 64,90 m bei den U20-Weltmeisterschaften in Tampere. 2019 nahm sie an den Panamerikanischen Spielen in Lima teil und klassierte sich dort mit 66,09 m auf dem sechsten Platz. 2021 qualifizierte sie sich für die Olympischen Spiele in Tokio und wurde dort mit 74,35 m im Finale Fünfte. 2022 wurde sie NCAA-Collegemeisterin und gewann anschließend bei den Weltmeisterschaften in Eugene mit 75,52 m die Silbermedaille hinter der US-Amerikanerin Brooke Andersen. Daraufhin siegte sie bei den Commonwealth Games in Birmingham mit einem Wurf auf 74,08 m. Im Jahr darauf siegte sie mit neuem Landesrekord von 78,62 m beim USATF Los Angeles Grand Prix sowie mit 77,34 m beim Memoriał Janusza Kusocińskiego. Im August siegte sie dann mit 77,22 m bei den Weltmeisterschaften in Budapest. 2024 siegte sie mit 77,76 m beim Prefontaine Classic sowie mit 73,36 m bei den Paavo Nurmi Games sowie mit 77,76 m beim Meeting Madrid. Bei den Olympischen Sommerspielen in Paris gewann sie mit 76,97 m die Goldmedaille.
In den Jahren 2019 und von 2022 bis 2024 wurde Rogers kanadische Meisterin im Hammerwurf. Sie absolvierte ein Studium an der University of California, Berkeley und wurde für die dortige College-Mannschaft 2019 und 2021 NCAA-Meisterin im Hammerwurf.